# بيمضرتة
بيمضرتة هي قرية في مقاطعة أشنوية، إيران. يقدر عدد سكانها بـ 910 نسمة بحسب إحصاء 2016.